# Михаил Василиев
Михаил Николаевич Василиев (на руски: Михаил Николаевич Васильев) е руски вицеадмирал, мореплавател и полярен изследовател.

## Биография

### Произход и военна кариера (1770 – 1819)
Роден е през 1770 година. През 1796 завършва Гръцкия кадетски корпус с чин мичман и постъпва във флота. През 1799 г. участва в превземането на остров Корфу от руските войски. От 1804 служи в Балтийския флот и през 1812 и 1813 се отличава при превземането на Данциг.

### Изследователска дейност (1819 – 1822)
През март 1819 с имперски указ се организират две експедиции за изследване в северните и южните полярни райони. За командващ на южната експедиция е назначен Фадей Белинсхаузен, а на северната – Михаил Василиев.
От 16 юли 1819 до 2 август 1822 Василиев извършва околосветско плаване на корабите „Откритие“ и „Благонамеренний“, вторият под командването на Глеб Шишмарьов. През втората половина на февруари 1820 акостира в Сидни, на 23 април пресича екватора, а през юли, в Чукотско море достига до 71º 06`с.ш. в търсене на Северозападния проход. Експедицията зимува в Сан Франсиско (ноември 1820 – февруари 1821), където Шишмарьов и щурмана на „Откритие“ Михаил Ридалев извършват точно картиране на залива Сан Франсиско.
През юни 1821 г., край остров Уналашка двата кораба се разделят, като Василиев изследва югоизточното крайбрежие на Берингово море и на 11 юли, на 60°05′ с. ш. 166°23′ з. д. / 60.083333° с. ш. 166.383333° з. д., вторично открива остров Нунивак (4227 км2), залива Кускоквим и протока Етолин, отделящ острова от континента. През юли изследва крайните североизточни брегове на Азия и северозападните брегове на Северна Америка, между нос Лисбърн (68°53′ с. ш. 166°13′ з. д. / 68.883333° с. ш. 166.216667° з. д.) и нос Айси Кейп (70°20′ с. ш. 161°53′ з. д. / 70.333333° с. ш. 161.883333° з. д.). Прави повторен опит да се придвижи на североизток, но достига само до 70° 40' с.ш. На 8 септември пристига в Петропавловск Камчатски.
След раздялата с Василиев Шишмарьов, съгласно дадените му разпореждания, изследва остров Сейнт Лорънс, в средата на юли преминава през Беринговия проток и в края на месеца с големи трудности успява да стигне до 70° 13` с.ш. в Чукотско море. Десет дни след Василиев пристига в Петропавловск Камчатски. Оттам вече заедно на 2 август 1822 двата кораба се завръщат в Кронщат.

### Следващи години (1823 – 1847)
През 1823 г., на базата на събраните по време на плаването материали, публикува книгата: „Замечания о Новой Южной Валлийской Земле“, „Зап. Адмиралтейского департамента“, 1823, ч. 5.
През следващите години Василиев е командващ на Кронщадското пристанище, през 1827 е произведен в контраадмирал, а през 1835 – във вицеадмирал.
Умира на 23 юни 1847 година в Кронщат на 77-годишна възраст.

## Памет
Неговото име носят:
- връх Василиев – в Антарктида;
- залив Василиев (50°02′ с. ш. 155°20′ и. д. / 50.033333° с. ш. 155.333333° и. д.) – на Охотско море, на южното крайбрежие на остров Парамушир от Курилските о-ви;
- нос Василиев (Коруин) (59°55′ с. ш. 165°35′ з. д. / 59.916667° с. ш. 165.583333° з. д.) – на югоизточното крайбрежие на остров Нунивак, край западните брегове на Аляска;
- нос Василиев (50°00′ с. ш. 155°23′ и. д. / 50° с. ш. 155.383333° и. д.) – най-южната точка на остров Парамушир от Курилските о-ви.